# Авионосно съединение
Авионосно съединение се нарича група от бойни кораби, в което участват повече от един самолетоносача. Основната структурна единица на авионосното съединение е авионосната ударна група. Това е основната тактическа единица в USN и останалите водещи флоти през 20-и и 21 век.

## Авионосна ударна група

### Определение
Авионосната ударна група (съкр. АУГ) (на английски: carrier strike group, съкр. CSG) е съединение от бойни кораби включващо в състава си един самолетоносач. Ударната група е основна тактическа единица в съответния флот и е на пряко подчинение на неговия командващ, обикновено с чин контраадмирал или вицеадмирал.

### Структура и състав
Авионосната ударна група е с обща численост над 7500 души. В състава и влизат:

#### Самолетоносач
Един ударен (CV) или атомен самолетоносач (CVN), с авиокрило от 70 самолета (до 2000 г. – 80). От 2010 г. всички самолетоносачи на USN са атомни (CVN). Според американската доктрина за водене на война по море самолетоносачът представлява „основно средство за водене на бойни действия, изнесена на предна линия авиобаза и основен инструмент за оказване на политически и психологически натиск“.

#### Бойни кораби
Един боен кораб клас Айова. След операция Пустинна буря тези съдове (на снимката) са изведени в резерв и повече в употреба. Два от тях са превърнати в плаващи музеи и разконсервирането им би излязло твърде скъпо. Другите два са в резерва на USN.

#### Крайцери
Един, по-рядко два ракетни (CG) или атомни (CGN) крайцера. Основния тип в американския флот е клас „Тайкондерога“ (на снимката). Всички атомни крайцери за изведени в резерв в началото на 21 век.

#### Разрушители
Ескадра (2 – 3 кораба) разрушители (ескадрени миноносци) (DDG). Основния тип е клас „Орли Бърк“ (на снимката). Кораба е с уникални характеристики: може да захваща и съпровожда едновременно повече от 300 летящи цели и да стреля по 80 от тях и справедливо е наречен „Щит на флота“.

#### Ескорти
В състава на групата може да влезе (не е задържително) ескадра от фрегати (FF или FFG) (1 – 2 кораба). Основен тип е клас „Оливър Хазард Пери“ (на снимката). Корабът е с изключително високи характеристики за борба с подводни лодки.

#### Помощни кораби
1 или 2 кораба за комплексно снабдяване.

#### Подводници
1 до 3 атакуващи (многоцелеви) атомни подводници клас „Лос Анджелис“ (на снимката). В последно време започна подмяната им с новия клас „Морски вълк“.

### Настъпателен потенциал
Настъпателния потенциал на авионосната ударна група се определя от два фактора: палубната авиация на самолетоносача и крилати ракети за поразяване на наземни цели. В началото на 21 век основни ударни палубни изтребители на USN са F-18 Хорнет и неговата модификация F/A-18E Супер-Хорнет (на снимката), както и по-стария на особено ефективен изтребител – бомбардировач А-6 Интрюдър. Бойния радиус на тези машини е над 750 км, а бойния товар – повече от 6500 кг. Съпровождани от самолети за радиоелектронно противодействие ЕА-6В Праулер и EA-18G Гроулер, специално създадени за подавяне на средствата на противниковата ПВО, им позволява ефективно да поразяват силно защитени цели на противникова територия. Ефективността на авиокрилото се повишава допълнително от наличието на самолети за дозареждане с гориво във въздуха. Другото основно средство за поразяване на наземни цели са крилатите ракети AGM-109 Томахок (на снимката). Далечината на полета е 2500 км, а масата на бойната глава – половин тон. Ракетата лети на активния участък от полета на височина от 30 до 60 м над морската повърхност, което я прави практически неуловима за радарите на противника. Тази ракета може да бъде изстреляна от всеки кораб от състава на авионосната ударна група.

### Отбранителен потенциал
Виж: Отбранителен потенциал
Практически целия ресурс на бойната група е насочен към опазването на основния кораб в състава и – самолетоносача. Той има три периметъра на охрана: далечен (около 800 км), който се осъществява от палубните изтребители (не по-малко от 24 машини) за борба с въздушни цели и самолети за борба с подводници S-3 Трекер (10 машини) за подводни цели. Палубната авиация може да нанася удари по надводни кораби на противника, но в светлината на сегашното съотношение на силите в световен мащаб такъв сценарий е невероятен; външен (около 130 км), който се осъществява от крайцерите и разрушителите (и/или фрегатите), както и от хеликоптери за борба с подводници. Ефективността на двата кръга се повишава от самолети за далечно радиолокационно откриване Е-2 Хокай, както и от самолети-танкери и факта, че хеликоптерите на флота също (както и самолетите) могат да бъдат дозареждани с гориво във въздуха; вътрешен (30 км), в който освен посочените средства се включват и оръжията за непосредствена защита на самолетоносача от летящи цели. След Втората световна война практически няма опит самолетоносачите (поне американските) да бъдат атакувани от противник в реалните военни конфликти (с изключение на случай от войната с Ирак, но тогава са атакувани кораби разположени близо до брега на Кувейт, а не самата авионосна ударна група; китайските ракети последно поколение „Силкуърм“ се оказват лесни мишени за корабната артилерия).

## Бойни групи наUSN
Към 2012 г. в състава на USN има 11 авионосни бойни групи. 10 от тях са постоянно базирани в САЩ, а една – в Япония.
| АВИОНОСНА БОЙНА ГРУПА | САМОЛЕТОНОСАЧ                     | АВИОКРИЛО         | БАЗА                  | ЗАБЕЛЕЖКА                                |
| --------------------- | --------------------------------- | ----------------- | --------------------- | ---------------------------------------- |
| БОЙНА ГРУПА 1         | USS Carl Vinson (CVN-70)          | 17 – то авиокрило | Сан Диего, Калифорния |                                          |
| БОЙНА ГРУПА 2         | USS George H.W. Bush (CVN-77)     | 8 – мо авиокрило  | Норфолк, Вирджиния    |                                          |
| БОЙНА ГРУПА 3         | USS John C. Stennis (CVN-74)      | 9 – то авиокрило  | Сиатъл, Вашингтон     |                                          |
| БОЙНА ГРУПА 4         | —                                 | —                 | —                     | Тренировъчна група за Атлантическия флот |
| БОЙНА ГРУПА 5         | USS George Washington (CVN-73)    | 5 – то авиокрило  | Йокосука, Япония      |                                          |
| БОЙНА ГРУПА 6         | USS John F. Kennedy (CV-67)       | —                 | —                     | Учебен център, Флорида                   |
| БОЙНА ГРУПА 7         | USS Ronald Reagan (CVN-76)        | 14 – то авиокрило | Сан Диего, Калифорния |                                          |
| БОЙНА ГРУПА 8         | USS Dwight D. Eisenhower (CVN-69) | 7 – мо авиокрило  | Норфолк, Вирджиния    |                                          |
| БОЙНА ГРУПА 9         | USS Abraham Lincoln (CVN-72)      | 2 – ро авиокрило  | Сан Диего, Калифорния |                                          |
| БОЙНА ГРУПА 10        | USS Harry S. Truman (CVN-75)      | 3 – то авиокрило  | Норфолк, Вирджиния    |                                          |
| БОЙНА ГРУПА 11        | USS Nimitz (CVN-68)               | 11 – то авиокрило | Сан Диего, Калифорния |                                          |
| БОЙНА ГРУПА 12        | USS Enterprise (CVN-65)           | 1 – во авиокрило  | Норфолк, Вирджиния    |                                          |
| БОЙНА ГРУПА 14        | —                                 | —                 | —                     | Учебен център, Флорида                   |

## Авионосно ударно съединение

### Определение
Авионосно ударно съединение (съкр. АУС) (на английски: Task Force (съкр. TF)) се нарича група от бойни кораби, имаща в състава си не по-малко от два самолетоносача. АУС има значително по-голям боен ресурс от АУГ, но поддържането му в открито море е доста по-трудно. Това е причината, поради която такива съединения се формират само във военно време или при провеждане на големи флотски учения. Начело на АУС е висш офицер с чин вицеадмирал, пряко подчинен на командващия съответния флот, към който е придадено съединението. Поради това, че въоръжението и тактиката на АУС не се различава от това на АУГ, тук ще бъдат представени основни АУС взели участие в големите световни конфликти.

### Втора световна война
Големите самолетоносачи започват активни действия още в началото на военните действия. От трите водещи военноморски сили най-много такива кораби има Япония – 10. Великобритания и САЩ притежават по 6 самолетоносача. Още през 1939 г. се появяват основни стратегически различия между силите. Великобритания, която поне на хартия се води първа военноморска сила използва авионосците си за въздушно прикритие на големите си бойни кораби. С оглед на факта, че техния флот ще действа предимно в Северно и Средиземно море близо до противниковия бряг, англичаните строят самолетоносачите си с бронирани палуби и висока бойна живучест, като жертват при това част от скоростта на кораба и броя на самолетите, които той носи. Американци и японци още в самото начало на бойните действия залагат на ударната мощ на палубната си авиация и използват големите си бойни кораби за ескорт на самолетоносачите. С оглед на огромните разстояния в Тихия океан авионосните кораби на двете страни разполагат с висока скорост и пределна носимост на самолети. Още преди 1941 г. командването на двете тихоокеански сили залага на създаването на АУС, за да използва в максимална степен обединената мощ на два, три или повече самолетоносача. Скоро става ясно, че това е правилния подход и големите бойни кораби са изживели своето време. През войната Япония и най-вече САЩ създават няколко внушителни авионосни ударни съединения (АУС).

#### Първи въздушен флот
Япония създава първото си АУС за удара срещу Пърл Харбър. Под командването на вицеадмирал Нагумо има 6 ударни самолетоносача и 360 самолета.

#### Маневрен флот
Последното голямо АУС на Япония под командването на вицеадмирал Одзава е организирано за Битката за Лейте, Филипините. В състава му влизат 5 големи самолетоносача, но само със 116 самолета, поради непопълнени загуби в предишни битки.

#### 38 – мо (58 – мо) оперативно съединение
Най-голямото АУС през Втората световна война създадено през август 1943 г. Включва в състава си 15 ударни самолетоносача с около 1000 самолета. Благодарение на отличната система за снабдяване прекарва в зоната на бойните действия повече от девет месеца. АУС се командва първо от вицеадмирал Фредерик Шърман, а след него (през по-голямата част от войната) – от вицеадмирал Марк Мичер. Съединението е 38 – мо, когато влиза в състава на Трети американски флот на адмирал Уилям Хелси, а се означава като 58 – мо оперативно съединение, когато е в състава на Пети американски флот на адмирал Реймънд Спруънс.

### Корейска война

#### 77 – мо оперативно съединение
Създадено в началото на войната влиза в състава на Седми американски флот. Има на разположение 23 самолетоносача с повече от 2000 самолета. Това е най-голямото АУС в историята. След края на военните действия остава в Японско море и подпомага френската инвазия във Виетнам през 1954 г.

### Виетнамска война

#### 77 – мо оперативно съединение
От 1964 до 1973 г. взема активно участие в конфликта. 23 самолетоносача оперират в зоната на бойните действия повече от 9100 денонощия – невиждано постижение в световната военноморска история.

### Пустинна буря
АУС от шест самолетоносача (480 самолета) е включено в състава на Седми американски флот под командването на вицеадмирал Стенли Артър. Съединението демонстрира висока ефективност и осъществява 55000 излитания през цялото времетраене на конфликта.